# 마투시 코자치크
마투시 코자치크(슬로바키아어: Matúš Kozáčik, 1983년 12월 27일 ~ )는 슬로바키아의 은퇴한 축구 선수이다. 골키퍼로 활약했다.

## 수상

### 클럽

#### 스파르타 프라하
- 체코 1부 리그:
  - 우승: 2009–10
  - 준우승: 2007-08, 2008-09
- 체코 컵 :
  - 우승: 2007-08

#### 슬라비아 프라하
- 체코 1부 리그:
  - 준우승: 2002-03, 2004-05, 2006-07

#### 빅토리아 플젠
- 체코 1부 리그:
  - 우승 (3): 2012–13, 2014–15, 2015–16